# 李江 (1958年)
李江（1958年1月—），女，汉族，云南昆明人，中华人民共和国政治人物。昆明工学院冶金系炼钢专业毕业，昆明理工大学经济管理专业研究生。曾任云南省政协主席、党组书记。中共十八大代表。

## 生平
1973年12月参加工作，1976年1月加入中国共产党。历任昆明工学院团委书记，共青团云南省委副书记、书记，中共玉溪市委副书记、副市长、市长、市委书记等职。2003年2月，任中共云南省委常委兼组织部部长。2008年1月，改兼云南省人民政府副省长。2012年6月，任云南省人民政府常务副省长。2014年7月，接替遭到调查的仇和出任云南行政学院院长。2016年12月，不再担任中共云南省委常委。2017年1月，任云南省政协党组书记，当选云南省政协副主席。2018年1月至2023年1月，任云南省政协主席。